# Franciszek Latinik
Franciszek Ksawery Latinik (né le 17 juin 1864 à Tarnów – mort le 29 août 1949 à Cracovie) était un général polonais. 

## Biographie
Il participe à la guerre soviéto-polonaise (1919-1920) comme commandant de la 1re Armée. En 1920, lors de la bataille pour Varsovie, il commande la 1re Armée et contribue à la victoire sur les troupes bolchéviques.
C'est en 1922 qu'il est promu au grade de général de division.

## Distinctions
- Croix de Combatifs (Krzyż Walecznych, Pologne, x2)
- Croix de Commandeur du Ordre Polonia Restituta
- Croix d'Argent du Virtuti Militari
- Croix de fer
- Officier de la Légion d'honneur
- Ordre de la Couronne (Roumanie)
- Croix du Mérite militaire (Autriche)
- Ordre de François-Joseph